# XZ Tauri
XZ Tauri är en dubbelstjärna belägen i den mellersta delen av stjärnbilden Oxen. Den har en skenbar magnitud av ca 10,40 och kräver ett teleskop för att kunna observeras. Baserat på parallaxmätning, beräknas den befinna sig på ett avstånd på ca 460 ljusår (140 parsek) från solen. Den rör sig bort från solen med en heliocentrisk radialhastighet på ca 18 km/s.

## Observation
ZX Tauri består av två T Tauri-stjärnor som kretsar kring varandra på ett avstånd av cirka 6 miljarder kilometer (ungefär samma avstånd som Pluto har till solen). Systemet uppmärksammades år 2000 när en superflare observerades i systemet.
En tredje stjärna, ZX Tauri C, har observerats med en separation av 0,09 bågsekund, men efterföljande observationer misslyckades med att bekräfta den. T Tauri-stjärnan HL Tauri, 23 bågsekunder bort, är också ibland listad som en följeslagare.

Hubble-bild av XZ Tauri.[11]
Animering av superflare i systemet år 2000.

## Egenskaper
Primärstjärnan XZ Tauri A är en röd till orange dvärgstjärna av spektralklass M2.0. Den har en massa som är lika med ca 0,37 solmassa, en radie som är ca 1,1 solradie och utsänder energi från dess fotosfär motsvarande ca 0,17 gånger solen.
Följeslagaren XZ Tauri B är en röd till orange dvärgstjärna av spektralklass M3.5, som har en massa som är lika med ca 0,29 solmassa, en radie som är ca 1,7 solradie och utsänder energi från dess fotosfär motsvarande ca 0,31 gånger solen vid en effektiv temperatur av ca 3 600 K.

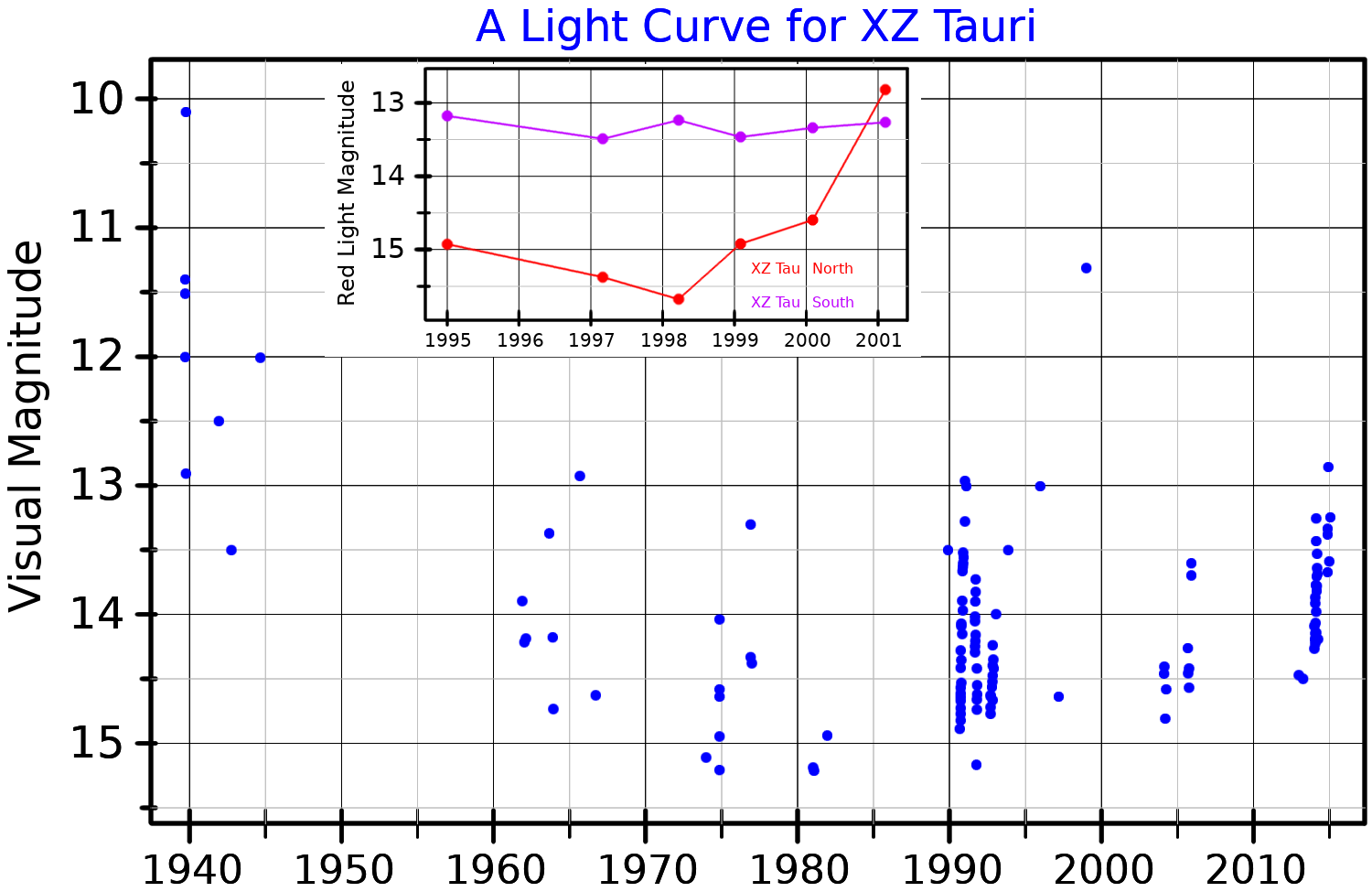
Ljuskurva i visuella bandet för XZ Tauri, plottad från Dodin et al. (2016) och Coffey et al. (2004). Huvuddiagrammet visar den långsiktiga variationen och det infällda diagrammet en superflare på den norra stjärnan år 2000.

De två stjärnorna cirkulerar kring varandra med en omloppsperiod av 155 år i en bana med halv storaxel på 0,172 bågsekund, excentricitet av 0,742 och lutning på 0,0 mot siktlinjen från jorden.
Anm: Olika källor varierar vad gäller definitionen av primärstjärnan och följeslagaren. XZ Tauri A definieras här som den mer massiva komponenten, med lägre temperatur men högre ljusstyrka. Andra källor hänvisar till komponenterna som nord och syd, eller Aa och Ab. Den södra stjärnan Ab anges i allmänhet ljusare vid optiska våglängder och mer massiv, men mindre ljusstark.